# 여기는 코미디본부
여기는 코미디본부는 1999년 10월 21일부터 2000년 4월 13일까지 문화방송에서 방송되었던 코미디 프로그램인데 새로운 코미디의 형식을 도입했으나 지나친 방송언어 문제로 지적을 샀고 결국 1년을 넘기지 못했다.

## 역대 출연자
- 배일집
- 이홍렬
- 임하룡
- 이성미
- 이경애
- 안문숙
- 이경규
- 김정렬
- 김보화
- 최병서
- 황기순
- 배영만
- 이재포
- 이경실
- 김성은
- 김종하
- 서승만
- 김국진
- 유재석
- 이영자
- 최성훈
- 이휘재
- 김한석
- 이상아
- 故 전미선
- 정선희
- 윤정수
- 조혜련
- 박명수
- 서경석
- 이윤석
- 김학도
- 홍기훈
- 표영호
- 나경훈
- 강호동
- 서춘화
- 정성한
- 정찬우
- 김태균
- 김진수
- 김효진
- 정성호
- 고명환
- 문천식
- 정준하
- 임지은
- 이정용
- 한재진
- 김현철
- 전영미
- 노정렬
- 정경숙
- 배호근
- 문경훈
- 전광희
- 고정호
- 이칠선
- 방용화
- 김말숙
- 이혁재